# Ventosilla y Tejadilla
Ventosilla y Tejadilla is een gemeente in de Spaanse provincie Segovia in de regio Castilië en León met een oppervlakte van 5,98 km². Ventosilla y Tejadilla telt 22 inwoners (1 januari 2016).

## Demografische ontwikkeling
Bron: INE, 1857-2011: volkstellingen